# Романцево (Тульская область)
Романцево — деревня в Богородицком районе Тульской области России.
В рамках административно-территориального устройства входит в Романцевский сельский округ Богородицкого района, в рамках организации местного самоуправления включается в Бегичевское сельское поселение.

## Население
| 2010 |
| ---- |
| 24   |

## Инфраструктура
В посёлке расположена больница и дом престарелых.